# Kanton Chalindrey
Kanton Chalindrey (fr. Canton de Chalindrey) je francouzský kanton v departementu Haute-Marne v regionu Grand Est. Tvoří ho 45 obcí. Zřízen byl v roce 2015.

## Obce kantonu
| - Anrosey - Arbigny-sous-Varennes - Belmont - Bize - Champsevraine - Celsoy - Chalindrey - Champigny-sous-Varennes - Chaudenay - Chézeaux - Coiffy-le-Bas - Culmont - Farincourt - Fayl-Billot - Genevrières - Gilley - Grandchamp - Grenant - Guyonvelle - Haute-Amance - Heuilley-le-Grand - Laferté-sur-Amance - Les Loges | - Maizières-sur-Amance - Noidant-Chatenoy - Le Pailly - Palaiseul - Pierremont-sur-Amance - Pisseloup - Poinson-lès-Fayl - Pressigny - Rivières-le-Bois - Rougeux - Saint-Broingt-le-Bois - Saint-Vallier-sur-Marne - Saulles - Savigny - Soyers - Torcenay - Tornay - Valleroy - Varennes-sur-Amance - Velles - Violot - Voncourt |